# ISDS
ISDS (Investor-state dispute settlement) är en tvistlösningsmekanism inom internationell rätt som ger investerare (företag) rätt till rättsliga processer gentemot regeringar. ISDS har mött kritik för att det ger storföretagen för stor makt, bland annat av gröna och vänsterinriktade politiker. 

## Debatt

### USA
2014 uttryckte ett flertal medlemmar av Representanthuset kritik mot att ISDS skulle ingå i det stora handelsavtalet mellan USA och Europa, Transatlantic Trade and Investment Partnership.

### Europa
I Norden har ISDS också kritiserats, inte minst av företrädare för vänsterpartier och gröna partier.

### Några övriga länder
Sydafrika har deklarerat att de kommer att gå ur alla handelsavtal med ISDS-klausuler. 